# Marcelo Rubens Paiva
Marcelo Rubens Paiva OMC (São Paulo, 1 de maio de 1959) é um escritor, dramaturgo e jornalista brasileiro, amplamente reconhecido por sua obra literária. Seu pai, o deputado federal Rubens Paiva, foi uma vítima da ditadura militar brasileira.
Ganhou destaque no cenário nacional com o livro Feliz Ano Velho (1982), uma autobiografia que narra sua experiência de se tornar tetraplégico após um acidente, onde aborda temas como juventude, reabilitação, superação e reflexões sobre a vida.
Publicado em dezembro de 1982, a obra foi traduzida para muitos idiomas se converteu no livro brasileiro mais vendido da década de 1980, com mais de duzentas edições. O livro virou peça dirigida por Paulo Betti e também filme. Ganhou vários prêmios, como o Prêmio Jabuti de Literatura.
Além de sua carreira como escritor, Marcelo Rubens Paiva também se destacou como dramaturgo, com peças de teatro aclamadas, e como colunista de jornais importantes, como o O Estado de S.Paulo, onde escreve sobre política, sociedade e cultura. Seu trabalho abrange romances, contos e peças teatrais, sendo um nome significativo na literatura e no debate cultural do Brasil.

## Juventude
Marcelo Rubens Paiva nasceu na cidade de São Paulo em 1959, filho mais novo de Eunice Facciolla e Rubens Paiva, que já tinham quatro filhas. Aos seis anos mudou-se para a cidade do Rio de Janeiro, em 1966, depois que seu pai, ex-deputado, foi cassado e exilado pelo golpe de Estado de 1964. Estudou no Colégio Andrews, quando em 1971, aos 11 anos, Marcelo, ou Belo, como é chamado pelos amigos,[carece de fontes?] sofreu o primeiro grande trauma da sua vida: o desaparecimento político do pai, que, depois de preso, foi torturado e morto pelos militares. O corpo nunca foi encontrado. A família Rubens Paiva foi obrigada a se mudar da cidade.

### Acidente
Em 1974, Marcelo voltou a morar em São Paulo e estudou no tradicional Colégio Santa Cruz. Escrevia no jornal da escola, fazia letras de música e chegou a ser finalista do Festival de Música Universitária da TV Cultura, em 1979, ganho por Arrigo Barnabé. Estudou engenharia agrícola na Universidade Estadual de Campinas. Nesse período, final da década de 1970, morou numa república de estudantes na rua Carolina Florence, no bairro Vila Nova.
Aos 20 anos de idade sofreu um acidente após saltar de uma pedra em um lago raso, um açude barrento em um sítio à beira da Rodovia dos Bandeirantes em Campinas. Fraturou a quinta vértebra cervical na altura do pescoço ao bater a cabeça no fundo do lago, ficando tetraplégico. Após tratamento de fisioterapia e terapia ocupacional, voltou a locomover as mãos e os braços.

## Carreira

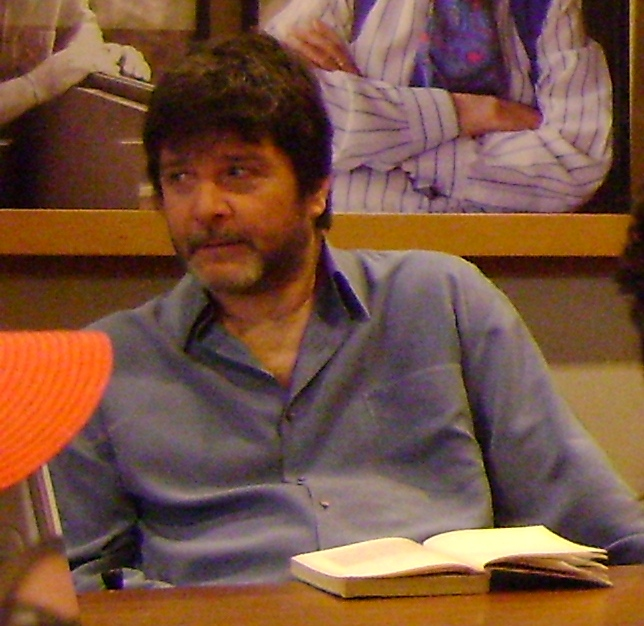
Marcelo Rubens Paiva durante a Balada Literária, na Livraria da Vila, em São Paulo, 19 de novembro de 2010

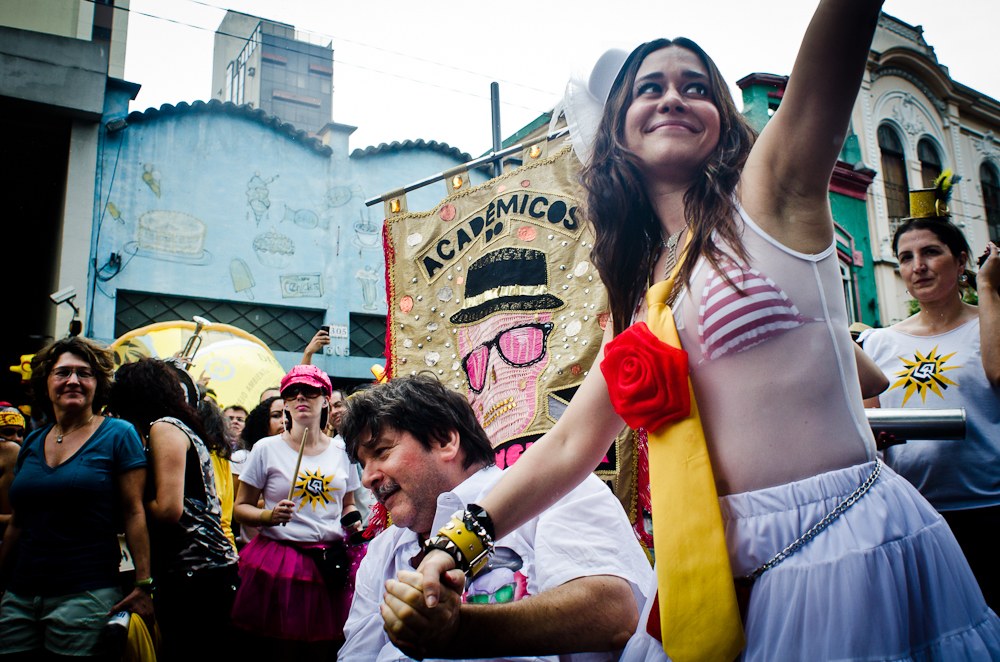
Marcelo e Alessandra Negrini no bloco Acadêmicos do Baixo Augusta no Carnaval de São Paulo em 2013

Formou-se em rádio e TV pela Universidade de São Paulo (USP) e em teoria literária pela Universidade Estadual de Campinas (Unicamp).
Em 1986, lançou seu segundo romance, Blecaute. Passou a trabalhar em televisão como diretor, apresentador e produtor. Primeiro, na TVA, da TV Gazeta, junto com Fernando Meirelles e a produtora Olhar Eletrônico. Depois, na TV Cultura, no programa Leitura Livre. Desde 1989, depois que estudou dramaturgia no Centro de Pesquisa Teatral do Serviço Social do Comércio, com o diretor de teatro Antunes Filho, passou a escrever para teatro. Em 1989, estreou com a peça 525 Linhas, dirigida por Ricardo Karman.
Em 1990, lançou o romance Ua Brari. Começou a trabalhar como colunista do jornal Folha de S.Paulo. Em 1992, lançou o romance policial Bala na Agulha, inspirado na corrupção dos políticos de Brasília e a prática conhecida como caixa dois. Entre 1991 e 1994, apresentou o Fanzine, um programa de entrevistas na TV Cultura. Em 1994, lançou As Fêmeas, um ensaio sobre sexualidade.
Foi morar nos Estados Unidos, como bolsista da Knight Fellowship da Universidade Stanford, na Califórnia. Em 1996, lançou o romance de grande repercussão Não És Tu, Brasil, baseado no episódio histórico da guerrilha do vale do Ribeira. Em 1998, escreveu e montou Da Boca pra Fora (E Aí, Comeu?), peça dirigida por Rafael Ponzi, que, depois, mudou de nome para Da Boca pra Fora, e virou filme em 2013. Com ela, ganhou o Prêmio Shell de melhor autor em 2000. Rafael Ponzi ainda dirigiu suas peças Mais-que-Imperfeito (2001) e Closet Show (2003). Neste período, escreveu para a TV Globo episódios do seriado Sexo Frágil, e para um quadro do Zorra Total e depois do Fantástico com Pedro Cardoso. Escreveu com o roteirista e diretor de cinema Mauro Lima o seriado As Aventuras de Tiazinha, para a TV Bandeirantes.
Marcelo Paiva adaptou o livro As Mentiras que os Homens Contam para o teatro. Em 2003, estreou sua peça No Retrovisor, com Marcelo Serrado e Otávio Müller, dirigida por Mauro Mendonça Filho, que virou filme em 2015. Em 2003, o autor se transferiu para a Editora Objetiva, atualmente parte do grupo Companhia das Letras, e lançou o romance Malu de Bicicleta, o qual Flávio Tambellini transformou no filme mais premiado do ano em 2010. Em 2006, fez a peça Amo-te, dirigida por Mauro Mendonça Filho. No mesmo ano, lançou o livro de contos O Homem que Conhecia as Mulheres. Em 2008, lançou o romance A Segunda Vez que Te Conheci.
Em 2002 passou a trabalhar para o jornal O Estado de São Paulo como colunista. Ganhou o prêmio TopBlog de melhor blog de comunicação em 2006. A peça Da Boca pra Fora (E aí, Comeu?) virou filme e também série com o mesmo elenco do canal Multishow em 2016. A peça No Retrovisor virou filme em 2015, com o nome Depois de Tudo. Ambas as peças foi ele quem roteirizou para o cinema.
A partir de 2009, passou a dirigir suas próprias peças. A primeira experiência foi com A Noite Mais Fria do Ano, com Hugo Possolo, Paula Cohen, Alex Gruli e seu amigo e também dramaturgo Mário Bortolotto. Dirigiu depois as peças O Predador Entra na Sala, de sua autoria, e Deus É Um DJ, peça que traduziu. Escreveu o livro infantil Um Drible, Dois Dribles, Três Dribles pela Cia das Letrinhas. Escreveu outro livro infantil, O Menino e o Foguete, para a plataforma do Itaú no Facebook, vencedor do Jabuti.
Foi quatro vezes finalista do prêmio de melhor roteiro pela Academia Brasileira de Cinema em 2013, 2014, 2015 e 2016. Ganhou o prêmio Cinema da Academia Brasileira de Letras em 2012 pelo roteiro de Malu de Bicicleta.
Em agosto de 2015, é publicado Ainda Estou Aqui, ganhou seu terceiro Prêmio Jabuti. O livro trata da história da sua família, do assassinato do pai, Rubens Paiva, e da trajetória de Eunice Paiva, que denunciou o desaparecimento do marido por décadas e lutou pelos direitos indígenas. E virou filme sob direção de Walter Salles Jr em 2024. Mãe e filha, Fernanda Montenegro e Fernanda Torres, representam sua mãe, a advogada Eunice Paiva. Selton Mello representa Rubens Paiva, e Antônio Saboia, representa Marcelo Rubens Paiva.  
Em 2016, Paiva, ou Belo, como é chamado pelos amigos, publicou Meninos em Fúria, sobre o movimento do punk rock brasileiro dos anos 1980 e Clemente, da banda Os Inocentes. No romance, retoma os anos de Feliz Ano Velho e conta como escreveu o livro, enquanto estudava na USP e namorava Fernanda, uma garçonete de baladas punks.
Marcelo Rubens Paiva foi um dos diretores artísticos da cerimônia oficial de abertura dos Jogos Paralímpicos Rio 2016. Nesse mesmo ano, recusou-se a receber a Ordem do Mérito Cultural do Ministério da Cultura, afirmando que só aceitaria uma homenagem vinda de "um governo eleito pelo voto direto".
De 2017 a 2019, apresentou, com o locutor e músico Zé Luiz, o ex-futebolista e comentarista esportivo Walter Casagrande e o músico Branco Mello o programa de rádio Rock Bola, da rádio 89 FM A Rádio Rock, que mistura música, futebol e humor.
Em 2018, a banda Titãs (da qual seu colega do Rock Bola Branco Mello faz parte) lança sua ópera rock Doze Flores Amarelas, cuja história é coescrita por ele, Hugo Possolo e o próprio grupo. Lançou em 2018 uma sátira política chamada Orangotango Marxista. Em 2019, lançou o livro de crônicas O Homem Ridículo. Publicou o romance Do Começo ao Fim em 2022.

## Vida pessoal
Casou-se pela primeira vez aos 30 anos com a psicóloga Adriana Braga; o casamento durou dez anos. Aos 52 anos, em 2011, namorava a filósofa Silvia Feola, à época com 27 anos. Casaram-se e tiveram dois filhos, Joaquim e Sebastião. Separaram-se em 2018.

## Obras

### Livros
- Feliz Ano Velho (1982)
- Blecaute (1986)
- Ua brari (1990)
- Bala na Agulha (1992)
- As Fêmeas (1994)
- Não És Tu, Brasil (1996)
- Malu de Bicicleta (2002)
- O Homem que Conhecia as Mulheres (2006)
- A Segunda Vez que Te Conheci (2008)
- 'Marcelo Rubens Paiva - Crônicas para Ler na Escola (2011)
- 1 drible, 2 dribles, 3 dribles: manual do pequeno craque cidadão (2014)
- Ainda Estou Aqui (2015)
- Meninos em Fúria (2016)
- O Orangotango Marxista (2018)
- O Homem Ridículo (2019)
- Do Começo ao Fim (2022)
- O Novo Agora (2025) [22]

### Peças de Teatro
- 525 Linhas (1989)[23]
- Da Boca pra Fora - E Aí, Comeu? (1998)
- Mais-que-Imperfeito (2001)
- Closet Show (2003)
- As Mentiras que os Homens Contam (2003)
- No Retrovisor (2003)
- Amo-te (2006)
- A Noite Mais Fria do Ano (2011)
- O Predador Entra na Sala (2012)
- C'est La Vie (2014)
- Amores Urbanos (2016)

### Roteiros de Cinema
- Fiel (2012)
- E Aí... Comeu? (2012); como colaborador.
- Malu de Bicicleta (2013)
- Depois de Tudo (2015)
- Mais Forte que o Mundo (2016)
- Ainda Estou Aqui (2024); como colaborador.